# NGC 5710
NGC 5710 é uma galáxia elíptica (E) localizada na direcção da constelação de Boötes. Possui uma declinação de +20° 02' 37" e uma ascensão recta de 14 horas, 39 minutos e 16,2 segundos.
A galáxia NGC 5710 foi descoberta em 20 de Abril de 1792 por William Herschel.